# 陳洪範 (嘉靖癸未進士)
陳洪範（1494年—？年），字于周，浙江绍兴府餘姚縣人，民籍。

## 生平
治《書經》，行七，由縣學附學生中式己卯科（1519年）浙江鄉試第八十七名舉人，年三十歲中式嘉靖二年（1523年）癸未科會試第三十二名，第三甲第五十名進士。官知县。

## 家族
曾祖陳紀。祖父陳沔。父陳璧。母孫氏。具庆下。兄洪金、弟洪寶、洪謨、洪誥。